# Trail making test
Trail making test är ett neuropsykologiskt test som undersöker förmågan att med synen söka och behandla information, mental flexibilitet och den exekutiva förmågan.
Testet har två delar, del A och del B. Varje del består av 25 cirklar på ett papper. I del A är cirklarna numrerade från 1 till 25. Patienten ska förbinda dem i stigande nummerordning, från 1 till 25, på så kort tid som möjligt. Om patienten drar ett felaktigt streck, påpekas det för patienten och patienten tillåts att korrigera misstaget. Innan patienten påbörjar undersökningen så ska testledaren demonstrera hur testet går till på en speciell testblankett.
Del A undersöker i huvudsak den kognitiva processhastigheten och del B speglar den exekutiva förmågan.
Det finns inget svenskt namn på testet. Trail making test förkortas TMT. Del A förkortas TMT-A och del B förkortas TMT-B. Det är enkelt att utföra, kräver ingen formell utbildning och kan användas fritt, utan copyright.

## Bakgrund

### Ursprungligen ett militärt test
Ursprungligen utvecklades testet av USA:s armé och det var en del av the Army Individual Test Battery från 1944. Trail making testet ingår numera i flera olika neuropsykologiska testbatterier.

### Olika varianter av Trail making test
I originalversionen av Trail making testet från 1944 graderades testresultaten i en tiogradig skala efter hur lång tid det tog och testet avslutades om patienten utfört tre okorrigerade fel. Armitage modifierade detta 1946  genom att tillåta patienten obegränsat antal fel, men om felet inte korrigerades av patienten så erhöll personen den lägsta poängen på skalan. Reitan gjorde ytterligare förändringar 1958.  Om en patient gjorde ett fel så påpekar man det och patienten får möjlighet att fortsätta efter korrigering. Reitan baserar testresultatet på tiden av båda delarna av testet och det är den metoden som de flesta bedömare använder numer.

## Praktiskt genomförande av Trail making test
Båda delarna av Trail making test består av 25 cirklar.
Det som krävs för genomförandet är:
1. Formulär för Trail making test A och B inklusive övningsdelen
2. Penna
3. Tidtagarur

### Trail making test del A – genomförande
I del A är cirklarna numrerade från 1 till 25 och patienten ska förbinda dem i nummerordning, från 1 till 25, på så kort tid som möjligt. Om patienten drar ett felaktigt streck, påpeka det för patienten och tillåt patienten att korrigera misstaget. Det är onödigt att fortsätta testet om tiden för de båda testerna har passerat 5 minuter.
Börja med att ge följande instruktion:
”I denna del av testet ska du dra ett streck från den lägsta till den högsta siffran i nummerordning. Du ska alltså gå från 1 till 2 till 3 osv. Du ska göra det så fort du kan utan att lyfta pennan från pappret. Jag kommer att demonstrera för dig hur det går till. Har du förstått uppgiften?”
- Ge patienten en kopia av Trail making test A och en penna
- Demonstrera hur testet ska gå till på Trail Making Test A – övning
- Ta tid för hur lång tid Trail making test A tar (antal sekunder)

### Trail making test del B – genomförande
Trail Making Test B består av cirklarna med siffrorna 1 till 13 och bokstäverna A till L. Patienten ska sammanbinda cirklarna växelvis mellan siffrorna och bokstäverna i stigande ordning (1-A-2-B-3-C). Om patienten drar ett felaktigt streck, påpeka det för patienten och tillåt patienten att korrigera misstaget.
Börja med att ge följande instruktion:
”I denna del av testet ska varannan cirkel innehålla en siffra och varannan cirkel en bokstav. Siffrorna ska vara i nummerordning och bokstäverna i alfabetisk ordning. Du ska alltså gå från 1 till A till 2 till B och så vidare. Du ska göra det så fort du kan utan att lyfta pennan från pappret. Jag kommer att demonstrera för dig hur det går till. Har du förstått uppgiften?”
- Ge patienten en kopia av Trail making test B och en penna
- Demonstrera hur testet ska gå till på Trail making test B – övning
- Ta tid för hur lång tid Trail making test B tar (antal sekunder)

## Resultaten redovisas som antalet sekunder för varje del separat
Initialt så föreslog flera författare att man skulle använda absoluta värden för att identifiera hjärnskadeproblem. Men detta övergav man efter att ha upptäckt att ålder, utbildning och intelligens påverkade resultatet. För närvarande är det vanligaste att man jämför resultaten med olika friska kontrollpersoner  och att man redovisar värdena för del A och del B separat.

## Tolkning av resultaten
Del A undersöker i huvudsak den kognitiva processhastigheten och del B speglar den exekutiva förmågan.
Del B anses vara lite svårare att genomföra eftersom det kräver att man måste växla mellan siffror och bokstäver. Men ytterligare en anledning till att del B tar längre tid att genomföra är att del B är 54 cm längre.
Mycket talar för att den laterala prefrontala kortex, speciellt i vänster hemisfär, har stor betydelse när man utför testet.

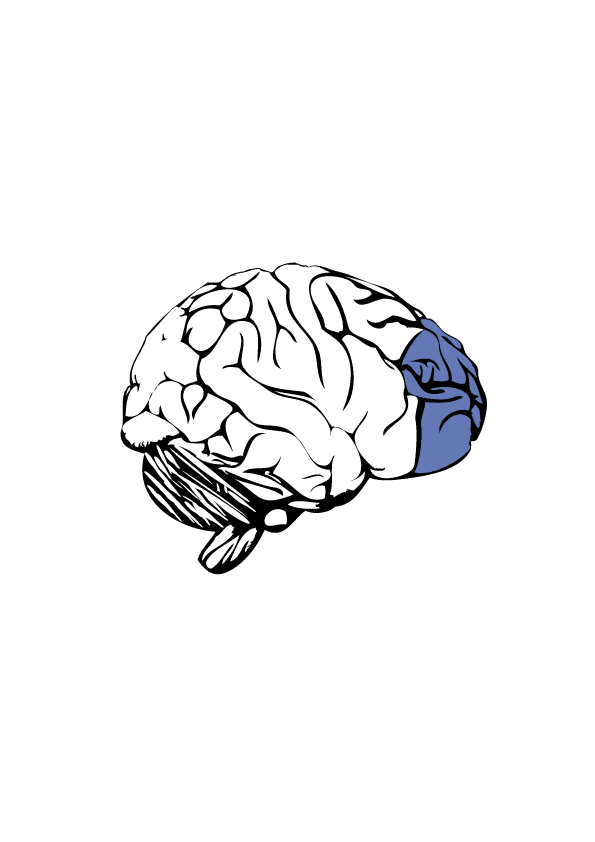
En hjärnan från sidan. Pannloben till höger i bild. Prefrontala kortex är markerat med blå färg.

Det är inte ovanligt att friska kontrollpersoner gör fel på testet. I en undersökning  gjorde 12 % åtminstone ett fel på del A och 35 % på del B. En erfaren undersökare kan också få mycket värdefull information om hur patienten utför Trail making testet och inrikta mer specifika undersökningar efter det.
Tombaugh har visat att åldern svarade för 34 % av skillnaden i del A och 38 % i del B. Äldre personer presterar sämre. En 20-åring klarar TMT B på cirka 60 sekunder medan en 75-åring tar mer än dubbelt så lång tid på sig (drygt 120 sekunder). Utbildningsnivån hade endast marginell betydelse; endast 3 % av skillnaden för del A och 6 % för del B kunde förklaras av utbildningsnivån när man jämförde personer med 1-12 års utbildning med personer som hade mer än 12 års utbildning.

## Trail making test - nedladdning av övningsdel A och B samt del A och B av testet
| Beskrivning                                           | Dokument att ladda ned (pdf-fil). Ingen copyright |
| ----------------------------------------------------- | ------------------------------------------------- |
| Trail making test del A (svensk version) - övningsdel |                                                   |
| Trail making test del B (svensk version) - övningsdel |                                                   |
| Trail making test del A (svensk version)              |                                                   |
| Trail making test del B (svensk version)              |                                                   |